# روز گمشده
روز گمشده فیلمی به کارگردانی رضا زندی نژاد و نویسندگی ثریا روحی ساختهٔ سال ۱۳۳۸ است.

## خلاصه داستان
رئیس اداره‌ای وقتی پی می‌برد که کارمندش با یکی از مراجعین، خارج از مقررات اداری روبرو شده او را اخراج می‌کند و این درست زمانیست که کارمند بایستی با خانواده اش به خواستگاری دختری برود...

## بازیگران
- پرویز رهنورد
- ثریا روحی
- ناصر کوره چیان
- مرضیه
- جان شهیدی